# W stronę zmiany
W stronę zmiany – pierwszy "legalny" album polskiej grupy muzycznej B.O.K. Wydawnictwo ukazało się 20 września 2011 roku nakładem wytwórni muzycznej My Music w dystrybucji EMI Music Poland. W ramach promocji do utworów "Nie poddawaj się", "Kiedy opadnie kurz", "Daj to głośniej", "W błędnym kole" oraz "Wciąż może być tak pięknie" zostały zrealizowane teledyski.
Nagrania dotarły do 44. miejsca zestawienia OLiS.

## Lista utworów
Opracowano na podstawie materiału źródłowego.
1. Bisz, Kay - "Daj to głośniej" (produkcja: Oer, scratche: DJ Paulo, gitara elektryczna: M. Bartyna) - 3:20
2. Bisz, Kay - "To jest przyszłość" (produkcja: Oer, scratche: DJ Paulo) - 3:52
3. Bisz - "Wszystko do nas wraca" (produkcja: Oer, scratche: DJ Paulo) - 3:26
4. Bisz, Kay - "W błędnym kole" (produkcja: Oer, scratche: DJ Paulo, saksofon: Szymon Łukowski) - 3:53
5. Bisz - "Chcecie więcej?" (produkcja: Oer, scratche: DJ Paulo) - 3:44
6. Bisz - "Nie trać mnie" (produkcja: Oer, gitara elektryczna: M. Bartyna, instrumenty perkusyjne: J. Kawczyński, R. Skiba) - 3:23
7. Bisz, Kay - "Co jest prawdziwe, co?" (produkcja: Oer, scratche: DJ Paulo, saksofon: Szymon Łukowski, trąbka: Piotr Lesiak, harmonijka: F. Abdoul) - 3:49
8. Bisz, Kay - "Pozwolisz?" (produkcja: Oer, scratche: DJ Paulo, gitara elektryczna: M. Bartyna) - 2:41
9. Bisz, Kay - "C.U.D" (produkcja: Oer, scratche: DJ Paulo, gitara elektryczna: M. Bartyna, saksofon: Szymon Łukowski, trąbka: Piotr Lesiak) - 4:28
10. Bisz, Kay - "Flow" (produkcja: Oer, scratche: DJ Paulo, gitara: B. Chwastek) - 3:36
11. Bisz - "Przystań" (produkcja: Oer, gitara elektryczna: M. Bartyna) - 3:22
12. Bisz - "Wciąż może być tak pięknie" (produkcja: Oer, scratche: DJ Paulo) - 2:34
13. Bisz - "Poderżniemy gardło śmierci" (produkcja: Oer, scratche: DJ Paulo, gitara elektryczna: M. Bartyna) - 3:07
14. Bisz - "Domino" (produkcja: Oer) - 3:46
15. Bisz, Kay - "Ziarno do ziarna" (produkcja: Oer, scratche: DJ Paulo) - 3:33
16. Bisz, Kay - "Bóg jest muzyką" (produkcja: Oer, scratche: DJ Paulo) - 2:55
17. Bisz, Kay - "Spadam w górę" (produkcja: Oer, scratche: DJ Paulo, altówka: Marysia Lorkowska, skrzypce: Paweł Lorkowski, gitara elektryczna: M. Bartyna) - 2:15
18. Bisz - "Gdzie Ty byłaś?" (produkcja: Oer, gitara elektryczna: M. Bartyna) - 3:56
19. Bisz, Kay - "Zróbcie miejsce" (produkcja: Oer, scratche: DJ Paulo) - 2:05
20. Bisz - "Nie poddawaj się" (produkcja: Oer, scratche: DJ Paulo) - 3:09
21. Bisz - "DJ Paulo na relaxie" (produkcja: Oer, scratche: DJ Paulo) - 1:49
22. Bisz, Kay - "Kiedy opadnie kurz" (produkcja: Oer, scratche: DJ Paulo) - 4:10
23. Bisz, Kay - "Nowy czas" (produkcja: Oer) - 3:15